# Grenier de Monsieur
Le Grenier de Monsieur, (Langue Occitane: Granièr de Monsenhor) également connu sous le nom Grenier des Évêques, est une maison du XVe siècle située à Salles-Curan, en France.

## Description
Le bâtiment est plus connu sous le nom de Grenier de Monsieur.

## Localisation
Le Grenier des Évêques est situé sur la commune de Salles-Curan, dans le département français de l'Aveyron.

## Historique
Il s'agit de l'ancien grenier des évêques de Rodez.
Le bâtiment, partiellement rénové, comporte actuellement une salle de cinéma et de conférence. Il est appelé à devenir entièrement un centre culturel avec des salles d'expositions et le futur musée Eugène Viala.

## Galerie

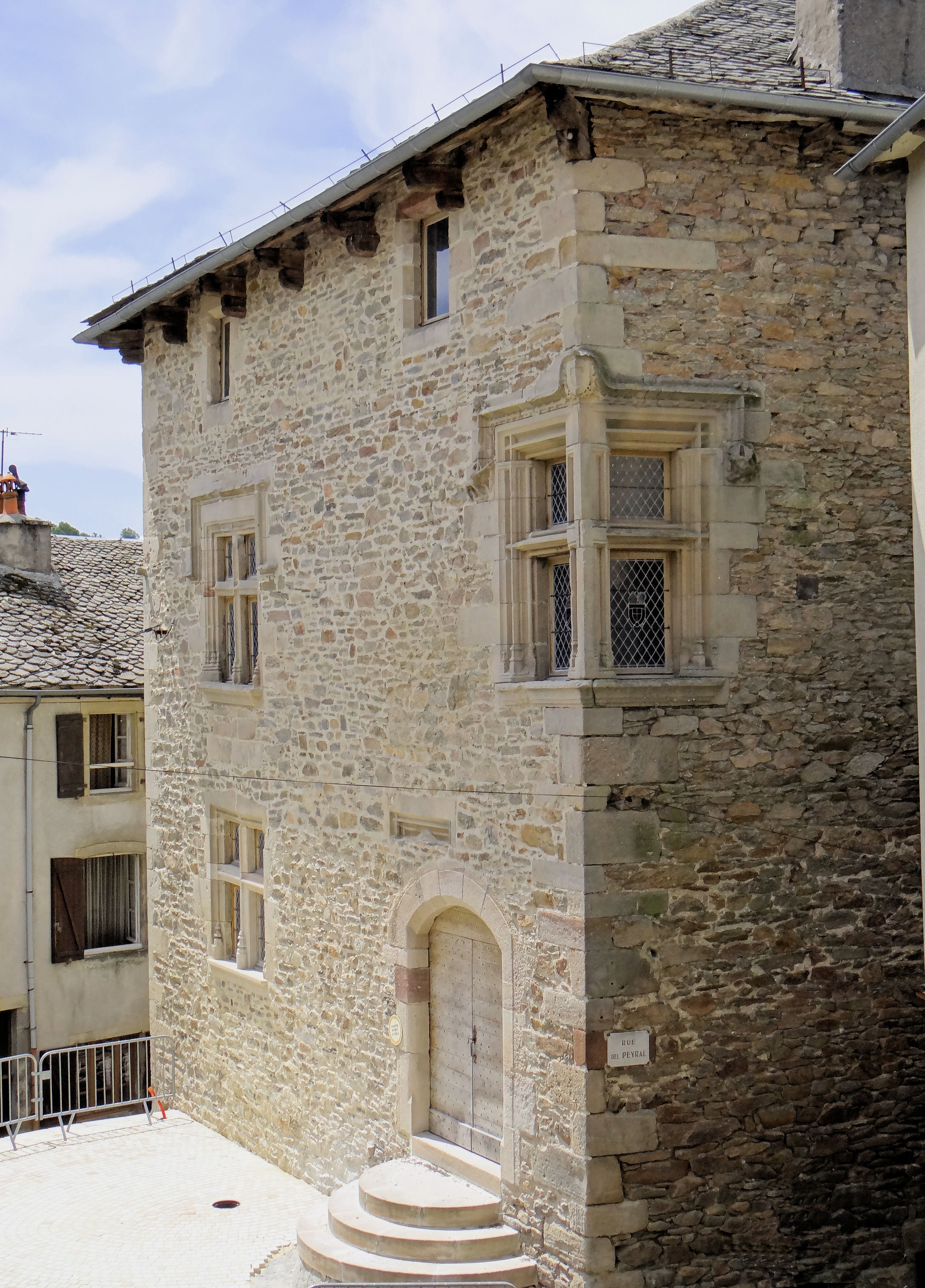
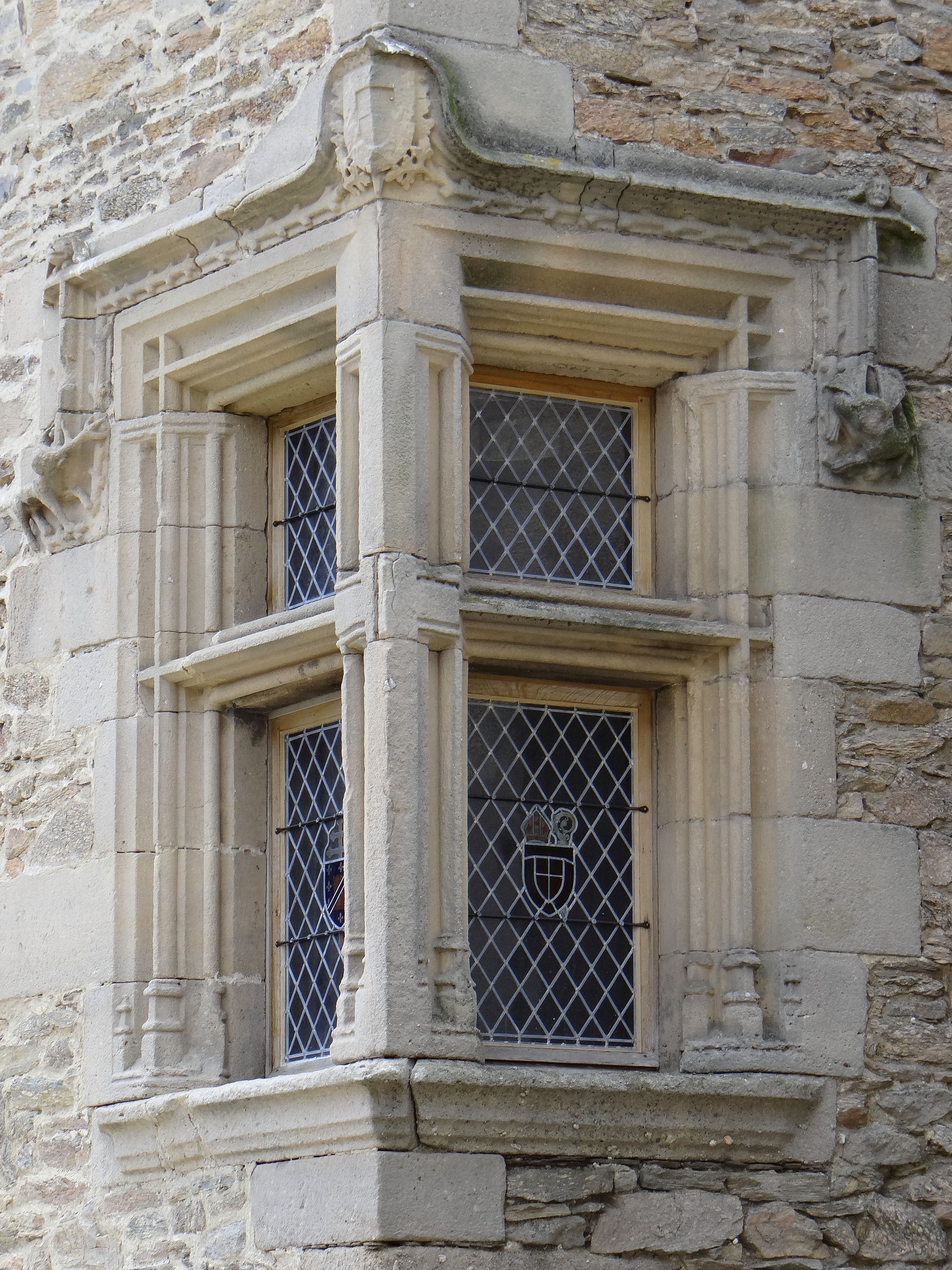
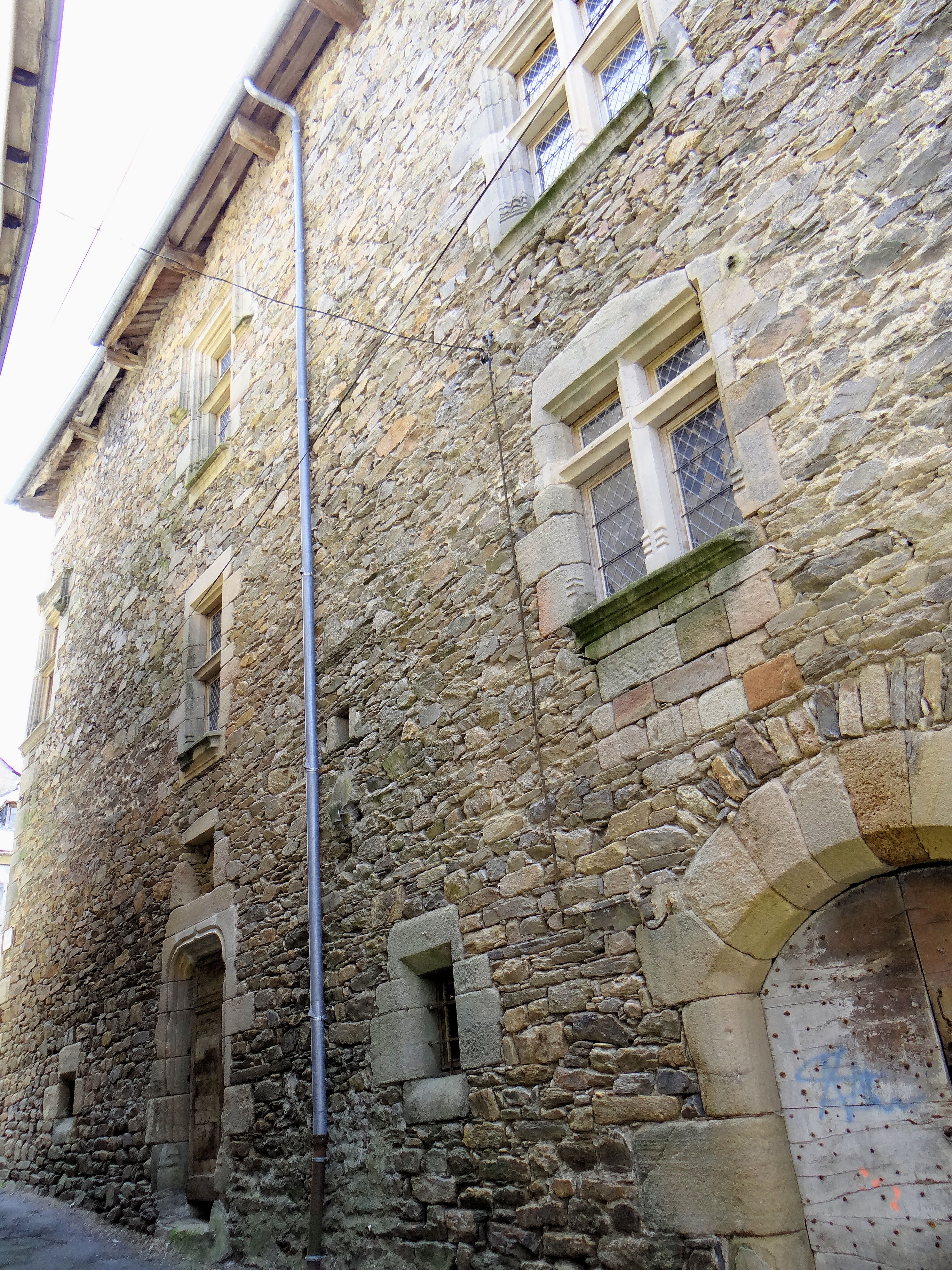
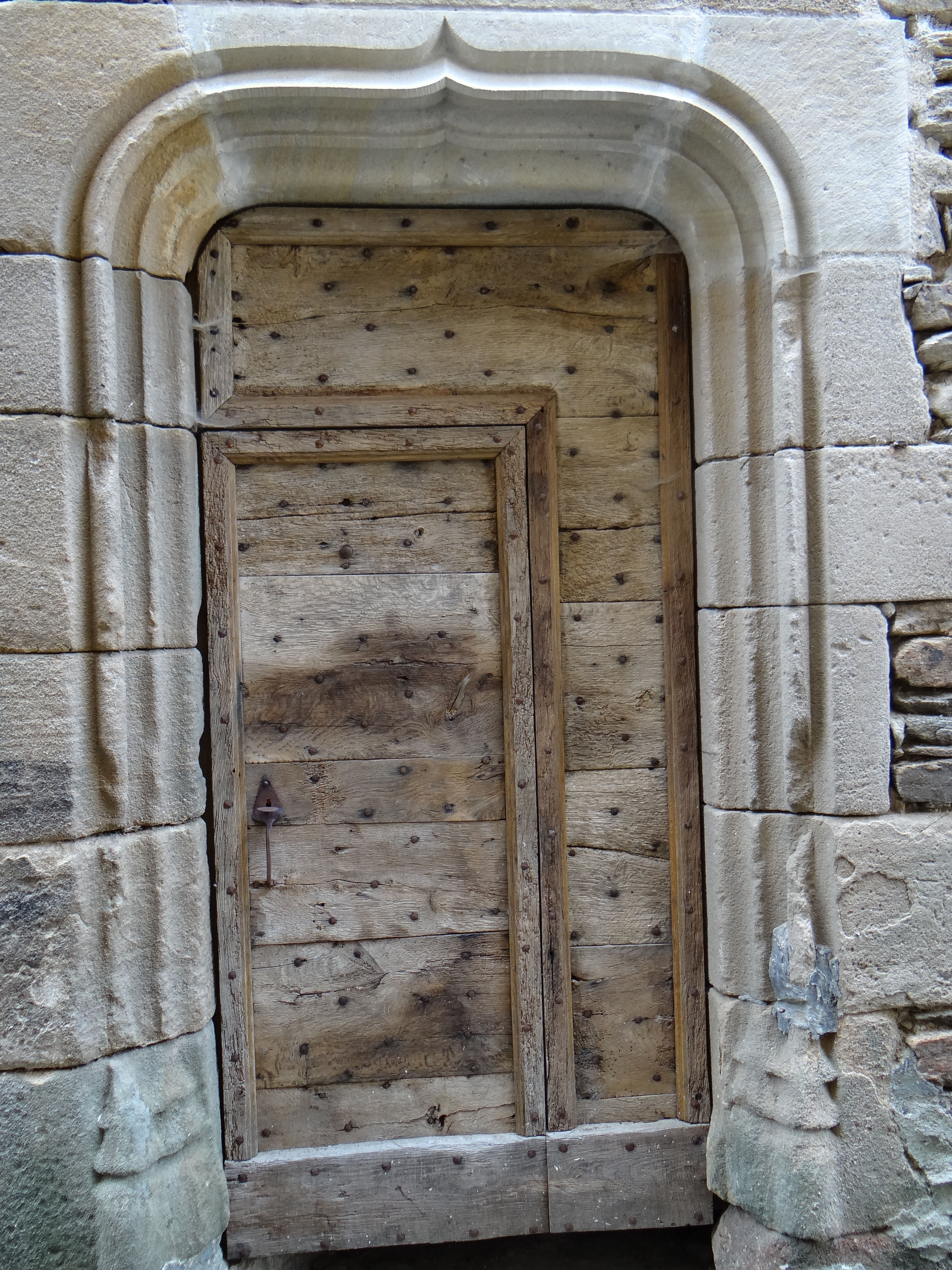